# Copa Persa de Fútbol Playa
La Copa Persa de Fútbol Playa es un torneo internacional de fútbol playa que se celebra en Bushehr, Irán. El torneo se ha realizado anualmente desde la edición inaugural en 2017.

## Palmarés
| Año          | Sede    | Campeón | Final Resultado | Subcampeón | Tercer lugar | Resultado | Cuarto lugar |
| ------------ | ------- | ------- | --------------- | ---------- | ------------ | --------- | ------------ |
| 2017 Detalle | Bushehr | Irán    | liga            | Ucrania    | Italia       | liga      | Polonia      |
| 2018 Detalle | Bushehr | Irán    | liga            | España     | Ucrania      | liga      | Azerbaiyán   |

## Títulos por país
| Equipo     | Campeón        | Subcampeón | Tercer lugar | Cuarto lugar |
| ---------- | -------------- | ---------- | ------------ | ------------ |
| Irán       | 2 (2017, 2018) |            |              |              |
| Ucrania    |                | 1 (2017)   | 1 (2018)     |              |
| España     |                | 1 (2018)   |              |              |
| Italia     |                |            | 1 (2018)     |              |
| Azerbaiyán |                |            |              | 1 (2018)     |
| Polonia    |                |            |              | 1 (2017)     |

## Estadísticas

### Goleadores
| Año  | Jugador                                              | Selección           | Goles |
| ---- | ---------------------------------------------------- | ------------------- | ----- |
| 2017 | Gabriele Gori                                        | Italia              | 5     |
| 2018 | Mohammadali Ahmadzadeh Llorenc Gomez Oleg Zborovskyi | Irán Ucrania España | 5     |

### Mejor portero
| Jugador              | Selección | Año  |
| -------------------- | --------- | ---- |
| Volodymyr Hladchenko | Ucrania   | 2017 |
| Francisco Donaire    | España    | 2018 |

### Mejor jugador
| Jugador             | Selección | Año  |
| ------------------- | --------- | ---- |
| Amir Hossein Akbari | Irán      | 2017 |
| Mohammad Moradi     | Irán      | 2018 |

## Clasificación general
Actualizado a la edición 2018
| Equipo | Equipo     | Part. | Pts | PJ | PG | PG+ | PP | GF | GC | Dif |
| ------ | ---------- | ----- | --- | -- | -- | --- | -- | -- | -- | --- |
| 1      | Irán       | 3     | 16  | 6  | 5  | 1   | 0  | 23 | 15 | +8  |
| 2      | España     | 1     | 6   | 3  | 2  | 0   | 1  | 11 | 7  | +4  |
| 3      | Ucrania    | 2     | 6   | 6  | 2  | 0   | 4  | 22 | 27 | -5  |
| 4      | Italia     | 1     | 3   | 3  | 1  | 0   | 2  | 12 | 13 | -1  |
| 5      | Polonia    | 1     | 3   | 3  | 1  | 0   | 2  | 7  | 9  | -2  |
| 6      | Azerbaiyán | 1     | 0   | 3  | 0  | 0   | 3  | 6  | 10 | -4  |